# Chmielewo k/Nasielska
Chmielewo k/Nasielska (lub Chmielewo k. Nasielska, inaczej Chmielewo koło Nasielska; od 1 I 1960 Nasielsk) – dawna gromada, czyli najmniejsza jednostka podziału terytorialnego Polskiej Rzeczypospolitej Ludowej w latach 1954–1972.
Gromady, z gromadzkimi radami narodowymi (GRN) jako organami władzy najniższego stopnia na wsi, funkcjonowały od reformy reorganizującej administrację wiejską przeprowadzonej jesienią 1954 do momentu ich zniesienia z dniem 1 stycznia 1973, tym samym wypierając organizację gminną w latach 1954–1972.
Gromadę Chmielewo k/Nasielska z siedzibą GRN w Chmielewie k/Nasielska utworzono – jako jedną z 8759 gromad na obszarze Polski – w powiecie pułtuskim w woj. warszawskim, na mocy uchwały nr VI/10/17/54 WRN w Warszawie z dnia 5 października 1954. W skład jednostki weszły obszary dotychczasowych gromad Chmielewo, Jackowo, Kowalewice Nowe, Kowalewice, Kędzierzawice, Pianowo-Daczki, Pianowo-Bargły i Stpice ze zniesionej gminy Gołębie oraz obszary dotychczasowych gromad Górki-Witowice i Górki-Baćki ze zniesionej gminy Winnica w tymże powiecie. Dla gromady ustalono 16 członków gromadzkiej rady narodowej.
31 grudnia 1959 do gromady Chmielewo k/Nasielska przyłączono obszar zniesionej gromady Mazewo Dworskie w tymże powiecie (bez wsi Świerkowo, Świeszewo i Świeszewko) (wykreślone zmiany retroaktywnie uchylone uchwałami z 25 lutego 1960).
1 stycznia 1960 gromadę Chmielewo k/Nasielska zniesiono przenosząc siedzibę GRN z Chmielewa k/Nasielska do Nasielska i zmieniając nazwę jednostki na gromada Nasielsk.
Uwaga: Nie mylić z gromadą Chmielewo k/Pułtuska, również w powiecie pułtuskim.